# Montferrier-sur-Lez
Montferrier-sur-Lez è un comune francese di 3 498 abitanti situato nel dipartimento dell'Hérault nella regione dell'Occitania.

## Società

### Evoluzione demografica
Abitanti censiti